# 中村航司
中村 航司（なかむら こうじ、1993年〈平成5年〉11月7日 - ）は、富山県小矢部市出身の元ブンデスリーガのフィールドホッケー選手。日本人で唯一ドイツ6部から1部のクラブでプレーした経験を持つ。一般社団法人スポーツコミュニティ協会代表理事。インクロス代表として、スポーツコミュニティ「縁TRANCE」を運営。

## 来歴
小矢部市立大谷小学校でホッケーを始める。富山県立石動高等学校在学中にU18日本代表に選出。その後、東京農業大学を経て、2016年から2019年まで表示灯に所属。2020年よりフリークス東京にてプレー。2022年よりHC Essen99に移籍し、ドイツ3部リーグデビュー。2023年DüsseldorferHCに移籍し、ブンデスリーガ2部でプレー。2024年DüsseldorferHCで4部、6部でプレーし、練習生として、1部のクラブのUhlenhorst Mülheimでプレー。

## 所属
- 大谷ホッケースポーツ少年団（2008）
- 大谷中学校ホッケー部（2009-2011）
- 石動高等学校ホッケー部（2009-2011）
- 東京農業大学 農友会ホッケー部(2012-2015)🇯🇵
- 小矢部RED OX(2016)🇯🇵
- 表示灯フラーテルホッケーチーム（2016 - 2019）🇯🇵
- メトロ東京ホッケー＆アスリートクラブ(フリークス東京)（2020 - ）🇯🇵
- HC Essen 99(2022-)Regioaliga West🇩🇪3部
- Düsseldorfer HC(2023-)Bundesliga 🇩🇪2部
- Düsseldorfer HC(2024-) 🇩🇪4部,6部
- Uhlenhorst Mülheim(2024-)🇩🇪1部(練習生)